# Mijagi Csódzsun
Mijagi Csódzsun (宮城 長順; Hepburn:  Chōjun Miyagi ) (1888. április 25. – 1953. október 8.) az eredeti (okinavai) gódzsú-rjú karate alapító mestere. Nevéhez több formagyakorlat (kata) megalkotása is fűződik.

## Életének rövid áttekintése
Mijagi Csódzsun 1888. április 25-én látta meg a napvilágot az Okinava szigetén található Naha városban, egy gazdag kereskedőcsalád gyermekeként. Nagyjából 8-12 éves korában kezdett el karatét tanulni Aragaki Rjúkó mestertől, aki 1902-ben bemutatta őt Higaonna Kanrjónak, aki a naha-te mestere volt. Ezzel a 14 éves Csódzsun élete jelentősen megváltozott. Higaonna szenszei edzései rendkívül nehezek, szigorúak voltak, de Mijagi kitartott és ennek köszönhetően néhány évvel később ucsi desivé (magántanítvány) vált. Miután 13 éven át együtt edzettek, Higaonna Kanrjó 1915-ben elhunyt.
Mestere halála után Mijagi elutazott a Kínában található Fucsien tartományba (ahogyan és amiért mestere is tette annak idején), hogy tanulmányozza az ottani harcművészeteket. A saolin kungfut, a pa kuát és a kínai bokszot tanulmányozta. Ezeknek a stílusoknak valamint a naha-te keveredéséből egy teljesen új rendszert dolgozott ki, amely ötvözte a lágy mozdulatokat az erőteljes mozgásokkal. Mijagi 1930-ban nevezi el a stílust gódzsú-rjúnak, azaz "kemény (gó) – lágy (dzsú) stílusnak".
Kínából való hazatérése után megnyitotta Naha városában az első dódzsót (edzőterem). Sok éven át tanított, hatalmas hírnévre tett szert mint karatemester. Ennek köszönhetően sokan jöttek hozzá fogásokat tanulni vagy éppen olyan eljárásokat, amelyekkel a karatét lehet népszerűvé tenni. Az utóbbiak miatt érkezett Nahába Kanó Dzsigoró a dzsúdó megalapítója.
Mijagi Csódzsun nagyon keményen dolgozott annak érdekében, hogy egész Okinavában és Japán szárazföldjén elterjessze a karatét, valamint hogy a naha-te számára ugyanazt a megbecsülést és hírnevet vívja ki, amivel a Japánban nagyra értékelt dzsúdó és kendó már rendelkezett. Ennek elérése érdekében gyakran utazott szerte az országban. Meghívásokat kapott a kiotói Egyetemre, a kanszai Egyetemre és a ricumei Egyetemre, hogy ott karatét tanítson. A karatét 1933-ban bejegyezték a Butoku Kainál, amely Japán harcművészeti központja volt. Ez mérföldkő volt a karate történelmében, mivel ez azt jelentette, hogy a karate a japán harcművészetekkel egy szintre emelkedett.
Mijagi nyilvánosan is bemutatta a karatét a kiotói Egyetemen. Ragaszkodott ahhoz, hogy a meghívóra azt is írják rá: "Nem a látványosságért, hanem az okinavai karatéért." A bemutató egész délelőtt tartott, és a nézők sok csodálatos dolgot láthattak.
Az összekötözött bambuszszálak közé Mijagi ujjheggyel beleszúrt, majd középről kihúzott egy szálat, a fa kérgét letépte puszta kézzel, egy hatalmas felfüggesztett húsdarabba szintén beleszúrta a kezét, majd kitépett egy darabot. A nézők hosszú botokkal üthették a testét, de nem mutatott semmi fájdalmat. Talpával krétaporba lépett, majd felugrott és a mennyezeten hagyta lábnyomát. Hüvelykujjával lyukat ütött egy petróleumos kannán.
A bemutató után a következőket mondta: "Bárki, aki megfelelően gyakorol, meg tudja csinálni ezt. Ez egyszerűen a munka ellenértéke. A karate teljes önfeláldozás."
A karate egyre népszerűbb lett, egyre több helyen oktatták (rendőrség, egyetemek, főiskolák, stb.).
Mijagi Csódzsun egész életében keményen fáradozott azon hogy a karate elterjedjen egész Japánban, illetve szerte a világon. Egész életén át tartó kemény és hosszú munka után Mijagi Csódzsun mester 1953.október 8-án tért örök nyugalomra Okinava szigetén.

## Öröksége napjainkban
Mijagi második generációs tanítványa, szenszei Higaonna Morio 1979-ben megalapította az International Okinawan Goju-Ryu Karate Do Federation (IOGKF) nevű szervezetet, melyben tovább kívánja ápolni az örökséget. A szervezet napjainkban 47 országban, 75.000 taggal rendelkezik. Természetesen közöttük van hazánk, Magyarország is (részletesebben a forrásoknál).

## Katák
Mijagi folyamatosan tökéletesítette a már meglévő katákat, illetve újakat is alkotott. Ezeknek a formagyakorlatoknak az ismerete minden gódzsú-rjús karatéka számára kötelező és ahogy egyre előrébb halad tanulmányaiban úgy kell egyre többet elsajátítania. A hagyományok tisztelete miatt ezek a formagyakorlatok napjainkban is ugyanúgy néznek ki, mint annak idején, amikor Mijagi szenszei megalkotta azokat.
- Szancsin – A gódzsú-rjú karate kemény részét szimbolizálja, elvégzése alatt a tanítványoknak mindig törekedni kell a helyes légzés, maximális erőkifejtés elérésére.
- Tensó – Megalkotásával a lágyságot, a finom mozdulatok fontosságát kívánta kihangsúlyozni. Itt is fontos a helyes, egyenletes légzés megtartása.
- Siszócsin – Az utolsó éveiben egyik kedvenc katája volt.
- Gekiszai (gekiszai dai icsi, gekisai dai ni) – 1940-ben alkotta mindkettőt, elmondása szerint a Szancsin és a Szaifa közötti távolságot kívánta áthidalni velük. Ennek a két katának a különlegessége hogy magasabb szintű, nehezebb technikákat tömörít egybe viszonylag rövid, de dinamikus mozgásokkal.
- Szeijuncsin – Az első haladó kata volt, amit meg kellett tanulni a tanítványoknak a Mijagi dódzsóban. Erre azért volt szükség mert az itt jelenlévő hosszan tartó, mély állások, majd az onnan hirtelen felugró gyors mozgások erősítik a csípőt, melynek erőssége, ügyes használata nélkül a karate gyakorlása nem lehetséges.